# Маріанна Мерчес
Маріанна Мерчес (Маріан Мерше, англ. Marianne Merchez; нар. 25 жовтня 1960, Уккел) — бельгійський лікар з Католицького університету Лувена і колишній космонавт Європейського космічного агентства.
Вона сертифікована в галузі аерокосмічної медицини та промислової медицини, а також є професійним пілотом (має ліцензію Бельгійського Пілота Повітряного Транспорту від Школи Цивільної Авіації, колишній пілот Boeing 737).
Мерчес має великий досвід роботи в ролі консультанта щодо «людського фактора». Її пристрасть полягає в людських відносинах і спілкуванні, і вона інтегрує свою підготовку в коротку системну терапію та ериксонівський гіпноз в щоденних особистих і професійних ситуаціях. Хобі Мерчес включає класичну музику, прогулянки та їзду на велосипеді.

## Сім'я
Вона вийшла заміж за колишнього італійського астронавта ЄКА Мауріціо Челі, з яким вона є співавтором: італ. Tutto in un istante: le decisioni che tracciano il viaggio di una vita.